# Споменик палим борцима Народноослободилачког рата и жртвама фашистичког терора (Врбас)
Споменик палим борцима Народноослободилачког рата и жртвама фашистичког терора у Врбасу подигнут је 1951. године у оквиру обележавања 10. годишњице од подизања Устанка у Другом светском рату. Налази се у парку који чини део главног градског трга. Подигнут је од стране СУБНОР-а и данас представља централно место комемоација у граду.

## Подизање споменика
На основу истраживања Хајке Карге које се тиче праксе сећања на Други светски рат кроз подизање споменика, показало се да је највише споменика на територији бивше Југославије подигнуто управо током 50-их година 20. века и то највише на локалном нивоу. Поводом обележавања тако важног јубилеја - 10. годишњице Устанка у Другом светском рату, у Србији је у сврху уређења спомен обележја сакупљена импознатна свота од 26 милона динара и подиг-нуто око 4000 споменика.
Месни одбор Савеза бораца Врбаса покренуо је почетком године акцију прикупљања средстава за подизање споменика. У плану су била два спомен обележја: један се тицао споменика у централном парку посвећен свим палим борцима и жртвама, док је други био надгробни споменик Иси Секицком на градском гробљу у Врбасу. Средства којим су финансирана ова спомен обележја у Врбасу прикупљена су добровољним прилозима грађана, дати индивидуално и путем радних колектива и других удружења. Три сељачке радне задруге (СРЗ) из Врбаса су у ту сврху прикупиле суму у износу од 230.000 динара, док је СРЗ „Иса Секицки“ самостално издвојио средства потребна за подизање споменика Иси Секицком.
Споменик у центру града откривен је, како је и планирано, 22. децембра на Дан Југословенске народне армије. За 7.јул, на сам Дан устанка, на градском гробљу у Врбасу откривен је споменик Иси Секицком, локалном првоборцу НОР-а, који постаје прва тачка, почетак у процесу комеморације, док споменик у центру је последња, крајња тачка програма обележавања свих важних датума традиција НОР-а.
Овај споменик изграђен је на приближно истом месту где је године постављен од стране немачких становника (тада Новог) Врбаса споменик прецима колонистима. Такође су, у току Другог светског рата, окупационе мађарске власти на супротној страни трга од парка, на платоу испред зграде Општине, подигле споменик са птицом турул, симболом мађарске државе и нације. По ослобођењу, октобра године, оба ова споменика су уклоњена. Локација ових претходних спомен обележја је сигурно био један од разлога постављања споменика палим борцима у оквиру централног трга у Врбасу. Постојала је потреба да се преозначи простор централног трга чиме је, поред осталог, и на симболичан начин избрисано непожељно сећање на период окупације.

## Изглед споменика
Највећи број споменика у Србији подигнутих у ово време на локалу су, по својој форми, били спомен – пирамиде и обелисци. Споменик палим борцима и жртвама фашистичког терора у Врбасу је сачињен из два дела: пирамидалне основе у виду степеница којима се долази до врха на којем је постављен обелиск са црвеном звездом петокраком на свом врху. На обелиску са све четири стране стоје плоче на којима је уклесан исти текст на четири језика: српском, хрватском, русинском и мађарском. Садржај текста: „За вечно сећање на борце који су јуначки пали у народноослободилачком рату и жртве фашистичког терора, који су несебично дали своје животе за братство и јединство наших народа и слободу наше домовине. 22.12. 1951. грађани Врбаса.“ Сама изградња споменика требало је да прати и уређење парка у ком је постављен споменик, који је довршен касније. Сам пројекат и изглед споменика нису одређени јавним конкурсом нити уметничким идејним решењем. Као и у многим другим општинама, послови око изградње споменика поверени су локалним професионалцима.
У попису свих споменика насталих поводом 10. годишњице Устанка који је спровео Савез бораца Југославије почетком 60-их година 20. века, констатовано је да је од укупно 14.000 споменика подигнутих на целој територији Југославије, чак 10.000 чине „мноштво партизанских гробова, костурница, спомен плоча, пирамида, обелиска и фигурално – архитектонских споменика који су подигнути у општинама.“ Посебно су ти објекти, означени као „споменици у част“, постали центар критике због традицоналне форме чувања сећања на рат и погинуле које се надовезују на религијске облике памћења мртвих. „Спомен – плоче и обелсици, пирамиде, ... или костурнице били су главне уметничке изражајне форме културе туговања за погинулима не само када се ради о сећању на погинуле у НОР-у, већ припадају и традиционалној, религијом обележеној култури мртвих и сахрањивања, која сеже у време далеко пре“ Другог светског рата. „Заборављање социјалистичке револуције у сећању на рат било је општејугословенска карактеристика“ јер су у центру локалних пракси били "мртви и жалост због њиховог страдања, а не револуционарна, социјалистичка визија за коју су ти мртви дали своје животе“.

## Обележавање значајних датума
Споменици су кроз бројне свечаности и прославе годишњица значајних датума постали део свакодневнице појединаца. Споменик палим борцима НОР-а и жртвама фашизма у центру Врбаса је био и остао централно место комеморација и обележавања битних датума социјалистичког периода, од који до данас опстају 9. мај, Дан победе над фашизмом и 20. октобар, Дан ослобођења града Врбаса. Програм прославе тих датума су до данашњих дана остали готово непромењени. Наиме, први догађај је полагање венаца на градском гробљу на споменику Иси Секицком који је подигнут 7.јула 1951.године, потом од 1966. године и на спомен костурници (која је подигнута на градском гробљу те године и од тада постаје део комеморације), а затим се централна свечаност одржава испред споменика у центру. Данас је програм обележавања исти, с тим што су у њега укључена и нова два споменика. Наиме, прво се полажу венци на гробљу, потом на спомен – крсту посвећен погинулим становницима општине у ратовима у периоду 1991—1999. године, потом на Руски споменик, и након тога централни програм је увек на споменику у центру. Традиција комеморације палих бораца НОР-а у себе је успела да уједини и пале борце других ратова и обједини их у исту традицију. И актери чувања сећања су се, поред СУБНОР-а и општинске управе, проширили на локална удружења.